# Guéblange-lès-Dieuze
Guéblange-lès-Dieuze là một xã trong vùng Grand Est, thuộc tỉnh Moselle, quận Château-Salins, tổng Dieuze. Tọa độ địa lý của xã là 48° 46' vĩ độ bắc, 06° 42' kinh độ đông. Guéblange-lès-Dieuze nằm trên độ cao trung bình là m mét trên mực nước biển, có điểm thấp nhất là 202 mét và điểm cao nhất là 263 mét. Xã có diện tích 4,89 km², dân số vào thời điểm 1999 là 141 người; mật độ dân số là 28 người/km².

## Thông tin nhân khẩu
| 1962 | 1968 | 1975 | 1982 | 1990 | 1999 |
| ---- | ---- | ---- | ---- | ---- | ---- |
| 136  | 139  | 142  | 144  | 139  | 141  |